# Neisse (rivier)
De Neisse (Duits voluit: Lausitzer Neiße, Pools: Nysa (Łuźycka), Tsjechisch: (Lužická) Nisa) is een zijrivier van de Oder. De rivier ontspringt in de Sudeten (Isergebergte), loopt aanvankelijk over Tsjechisch grondgebied en vormt vervolgens de grens tussen Duitsland en Polen. De rivier is dan ook vooral bekend als het zuidelijke gedeelte van de Oder-Neissegrens. De Neisse is 252 kilometer lang en heeft een stroomgebied van 4297 km².
De Neisse heet in het Duits voluit Lausitzer Neiße, ter onderscheiding van de Glatzer Neiße, een andere zijrivier van de Oder, die 150 km oostelijker op Pools grondgebied stroomt en daar Nysa Kłodzka heet.
De voornaamste steden aan de Neisse zijn Liberec, vroeger Reichenberg in Tsjechië en Görlitz, dat grotendeels in Duitsland ligt, maar ook een deel op de Poolse oever heeft (Zgorzelec). Ook Guben en Gubin zijn op die manier in tweeën gedeeld. Tussen Zittau, de eerste stad in Duitsland, en Görlitz loopt de Neissetalbahn gedeeltelijk over Pools grondgebied. Enkele dorpen en stadjes aan de Duitse kant hebben hun station aan de Poolse kant. Zo mochten ten tijde van de DDR reizigers onder strenge bewaking gebruikmaken van de weg tussen het station en het stadje Ostritz. Ook het beroemde landschapspark van het slot Muskau ligt aan beide zijden van de Neisse-grens.
Deze merkwaardige situaties zijn een gevolg van de aanwijzing van de rivier als nieuwe grens tussen Duitsland en Polen in 1945. Daarvoor waren beide oevers Duits staatsgebied en vormden de genoemde plaatsen bestuurlijke eenheden en centra van het platteland links en rechts van de rivier.
De monding in de Oder bevindt zich ten noorden van Guben.